# Naroma nigrolunata
Naroma nigrolunata är en fjärilsart som beskrevs av Collenette 1931. Naroma nigrolunata ingår i släktet Naroma och familjen tofsspinnare. Inga underarter finns listade i Catalogue of Life.